# Begonia jarmilae
Espèce
Begonia jarmilae est une espèce de plantes de la famille des Begoniaceae.
Elle a été décrite en 2000 par Josef Jakob Halda.